# Zagrebs pendeltåg

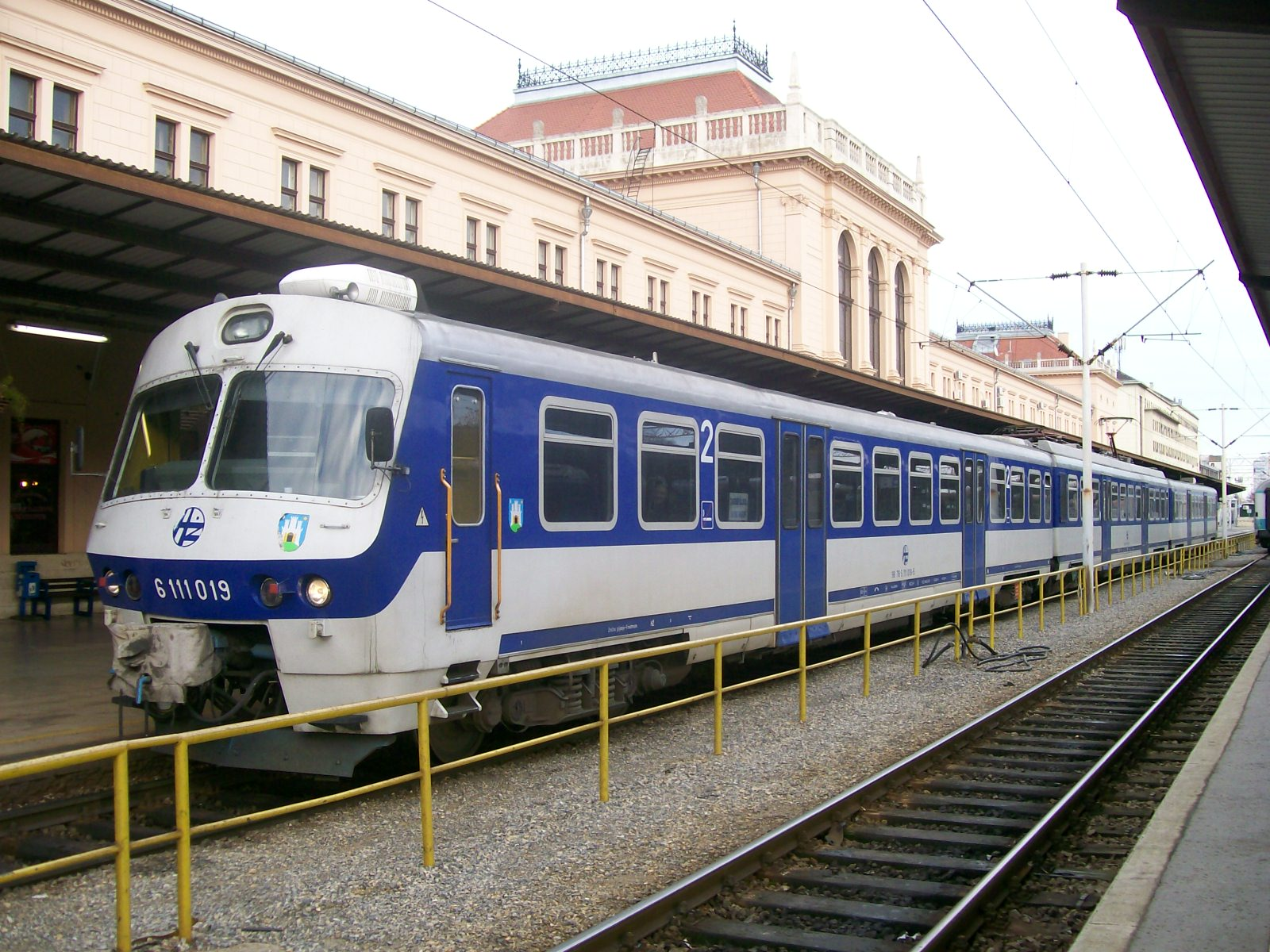
Ett pendeltåg i Zagreb

Zagrebs pendeltåg (kroatiska: Zagrebački suburban) är Zagrebs pendeltågsnät.  Det består av följande tre linjer:
- L1: Dugo Selo-Harmica
- L2: Sisak-Caprag-Zaprešić
- L3: Velika Gorica-Zaprešić

Tågen körs av kroatiska HŽ som bestämmer biljettpriserna på tågen. Till skillnad från pendeltåg i många andra europeiska städer finns inget speciellt åkkort till tågen utan man använder samma färdbevis som till övriga tåg i Kroatien.